# Bartholomäus Riediger
Bartholomäus (von) Riediger (* 1660 in Leipzig, Kurfürstentum Sachsen; † 18. März 1738 in Breslau, Fürstentum Breslau) war ein deutscher Kaufmann. Er war Vorstand des Breslauer Kaufmannskollegiums, Administrator der Hospitalstiftung St. Bernhard und Kaiserlicher Kommerzienrat, der in den Adelsstand erhoben wurde.

## Leben
Bartholomäus Riediger stammte aus Leipzig. In Breslau war er als Kaufmann und Handelsherr tätig und erwarb dort das Bürgerrecht. Er war erster Vorstand des Breslauer Kaufmannskollegiums und Verwalter der Kulmann’schen Hospitalstiftung in Domslau, Protsch und Peiskerwitz. Er erhielt den Ehrentitel eines kaiserlichen Kommerzienrates von ganz Schlesien. Wegen seiner Verdienste erhob ihn Kaiser Karl VI. kurz vor seinem Tod am 3. Juli 1736 in Wien in den böhmischen Adelsstand. Bartholomäus Riediger war verheiratet mit Anna Rosina von Nuss (* 26. Januar 1688; † 3. Oktober 1746), Tochter des ebenfalls am 8. Mai 1708 in den böhmischen Adelsstand erhobenen Kapitäns der Breslauer Bürgergarde Georg Nuss. Er hinterließ einen Sohn und zwei Töchter. Das silberne Epitaph zum Gedenken an ihn und seine Frau befindet sich im nördlichen Seitenschiff der Breslauer  Elisabethkirche.

## Wappen
„Wappen gespalten: Vorne in Gold ein an den Spalt gelegter schwarzer Adler; hinten in Silber ein blauer Stern. Kleinod: Auf Schwarz-Gold und Blau-Silber gewundenem und beiderseits abfliegendem Bund ein offener schwarzer Flug, dazwischen ein Stern. Decken: In Schwarz-Gold und Blau-Silber.“